# Fenland
Fenland – dystrykt w hrabstwie Cambridgeshire w Anglii. W 2011 roku dystrykt liczył 95 262 mieszkańców.

## Miasta
- Chatteris
- March
- Whittlesey
- Wisbech

## Inne miejscowości
Benwick, Christchurch, Coates, Coldham, Doddington, Elm, Friday Bridge, Gorefield, Leverington, Manea, Pondersbridge, Ramsey Forty Foot, Swingbrow, Tholomas Drove, Tydd St Giles.

## Współpraca
- Nettetal, Niemcy
- Hrabstwo Cook, Nowa Zelandia